# Beppe Costa
Beppe Costa, seudónimo de Concetto Costa (Catania, 1941) es un poeta, novelista, editor y librero italiano.

## Biografía
En 1976 funda la casa editorial Pellicanolibri, descubriendo libros y autores olvidados, Federico De Roberto, Luigi Capuana, Georges Sorel, Gaston Bachelard, Gisèle Halimi pública en italiano Pánico (movimiento fundado por Fernando Arrabal, Alejandro Jodorowsky, Roland Topor) y el primer libro en italiano de  Manuel Vázquez Montalbán, Manifiesto subnormal; consigue que se aplique por la primera vez la ley Bacchelli en favor de Anna Maria Ortese, quien vuelve a publicar y apoya en la indiferencia de la cultura italiana.
Tradujo al italiano dos de los cuatro libros de Fernando Arrabal.
Escribió varios libros de poesía a partir de 1970. Con Impaginato con affetto gana el premio Alfonso Gatto 1990.
En los últimos años viaja por Italia y no sólo, con varias lecturas y vídeo poesías en música, de las que extrae un CD (Anche ora che la luna) que en 2010 se convierte en el libro homónimo publicado por la Casa de la Poesía, mientras comienza su asociación con Stefania Battistella con otra lectura di me, di altri, ancora.
Recibe la invitación a la 13.ª y 14.ª edición del Nisan, Festival Internacional de Poesía en Galilea, dirigido por Naim Araidi, y el Premio a la Carrera en Roma 2012.
En 2009, fundó el grupo Poeti dallo Spazio (Poetas del Espacio), que eran parte Andrea Garbin, Fabio Barcellandi, Fernando Arrabal, Silvano Agosti y otros. Desde 2015 es el presidente del jurado del Premio Terre di Virgilio. Desde 2016 es miembro del jurado del Premio Francisco De Aldana.
La Presidencia del Consejo de Ministros decidió el 22 de julio de 2020 conceder una prestación extraordinaria de por vida, en virtud de la Ley de 8 de agosto de 1985, (anteriormente Bacchelli) número 440, en favor del Sr. Concetto Costa, (llamado Beppe), poeta, escritor, editor y librero.

## Publicaciones

### Guías
- Catania, Guida ai monumenti, (con Luccjo Cammarata), edizioni Muglia
- Sicilia, Guida ai monumenti, (con Luccjo Cammarata), edizioni Muglia

### Antologías
{{lang|it|
- Documento Sicilia, Giuseppe Di Maria editore,'74
- Enotrio, a cura di Dario Micacchi, Jaca Book edizioni, '88
- Almanacco di Galleria, ed. Salvatore Sciascia, anno I n. 2, '91
- Poesia '90, a cura di Giorgio Weiss e Riccardo Reim, ed. '90
- Poesia '90, a cura di Giorgio Weiss e Riccardo Reim, ed. '91
- ContrAppunti perVersi, 1990, Pellicanolibri, ISBN 978-88-85881-01-3
- Il Policordo, Rivista, a cura di Dante Maffia anno VI n 2/3
- ConVersiAmo, 1991, Pellicanolibri
- Ponte degli angeli,1986, Scripta Manent
- L'amore, la guerra, RAI, Radiotelevisione italiana, a cura di Aldo Forbice, 2004, ISBN 88-7841-031-4
- Calpestare l'oblio a cura di Davide Nota e Fabio Orecchini, 2010, Argo
- Acqua privata? no grazie, a cura di Marco Cinque, 2011, Ilmiolibro
- Nisan - International Poetry Festival - Maghar, a cura di Naim Araidi, 2012, ISBN 9780522926505
- Heartfire - second revolutionary poets brigade, a cura di Jack Hirschman e Agneta Falk, 2013, Kallatumba Press, S. Francisco, ISBN 9780578127354
- Poems for the Hazara, a Multilingual Poetry Anthology, 2014, ISBN 9780983770862
- AA. VV. Manifest'Azioni dal Sottosuolo, a cura di Andrea Garbin, Seam Edizioni, 2014, ISBN 9788881795185
- Jackissimo, antologia poetica dedicata a Jack Hirschman, a cura di A. Bava, Seam Edizioni, 2014, ISBN 9788881795222
- AA. VV. SignorNò, poesie e scritti contro la guerra, a cura di M. Cinque e P. Rushton, Seam Edizioni, 2015, ISBN 9788881795314
- AA. VV. Refugees, 15. Berlin International Literature Festival, 2015, Verlag Vorwerk, ISBN 978-3-940384-78-2
- AA. VV. Woher ich nicht zurückkehren werde, Berliner Anthologie, Verlag Vorwerk 8, ISBN 978-3-940384-79-9
- Raimondi Valeria; Costa Beppe; Hirschman Jack: Poetre II. Rrjedhë dallge që shtyn-L'onda dentro che sospinge, Gilgamesh Edizioni, 2016 ISBN 9788868671341
- AA. VV. SignorNò, poesie e scritti contro la guerra, a cura di M. Cinque e P. Rushton, Nuova edizione, Associazione Pellicano, 2016, ISBN 9788899615154
- AA. VV. LiberAzione poEtica, pref. Jack Hirschman, Pellicano, 2017,ISBN 9788899615277
- AA. VV. No resignación. Antología de Salamanca, a cura di Alfredo Peréz Alencart, Depósito Legal: S. 504-2016 Impreso en Salamanca, en los talleres de Gráficas Lope, 2017
- AA. VV. Poeti da morire, a cura di Marco Cinque e Beppe Costa, Pellicano Sardegna, 2018, ISBN , 99788831918046
- AA. VV. Giornata mondiale della poesia, Roma 2020
- AA. VV. d'amori, di delitti, di passioni, a cura di Beppe Costa e Vito Davoli, ISBN 9798420347911, 2022
- AA. VV. SignorNò! a cura di Marco Cinque e Vito Davoli, 2022 ISBN 979-83-59054-91-1
- AA.VV. Parole a(r)mate, Kondo 2023
- AA.VV. De aquende u allende, XXVI enccuentro del Poetas Iberoamericanos, Edifsa, 2024
- * ''AA.VV. AA.VV. Dissent, an anthology to end war and capitalism, Vagaabon Mark Lipman Editor, 2024, ISBN 9781958307045

### Prosa y poesía
{{lang|it|
- Una poltrona cómoda, Vincenzo di Maria editore, 1970
- Un po' d'amore, Edizioni Muglia, 1975
- Metamorfosi di un concetto astratto in due tempi con accompagnamento di ottavino, (con prefazione di Dario Bellezza), Pellicanolibri, 1982
- Romanzo Siciliano, Pellicanolibri, 1984
- Canto d'amore, Pellicanolibri, 1986
- Fatto d'amore, Pellicanolibri, 1987  ISBN 9788885881013
- Impaginato per affetto, Pellicanolibri, 1989
- Il male felice, Pellicanolibri, 1992
- Due o tre cose che so di lei, Pellicanolibri, 1995, ISBN 978-88-85881-54-9
- D'amore e d'altro (a cura di Luce d'Eramo), Pellicanolibri, 1996, ISBN 9788885881624
- Poesie per chi non sa fare altro, Pellicanolibri, 2002
- Anche ora che la luna, CD musicale con il compositore Giovanni Renzo, 2009
- Anche ora che la luna (con una lettera di Adele Cambria), raccolta di poesie, Multimedia Edizioni  2010, ISBN 978-88-86203-55-5
- Rosso, poesie d'amore e di rivolta,[6] VoloPress Edizioni, 2012
- La terra (non è) il cielo!, Gilgamesh Edizioni 2014, ISBN 9788868670078
- Dell'amore e d'altre abitudini, con Stefania Battistella, Pellicanolibri Edizioni 2014, ISBN 9788885881808
- Gli alberi non scrivono poesie, con Silvano Agosti e Leonardo Onida, Seam Edizioni 2015, ISBN 9788881795338
- L'ultima nuvola, Pellicano 2015, ISBN 9788894117554
- Rosso, poesie d'amore e di rivolta, in appendice "Lettera d'amore non spedita", Pellicano Associazione Culturale, 2016. ISBN 9788899615116
- Per chi fa turni di notte, Pellicano Associazione Culturale, 2017. ISBN 9788899615406
- Romanzo siciliano - La trilogia, Pellicano Associazione Culturale, 2017. ISBN 9788899615376
- Il poeta che amava le donne (e parlava coi muri), Pellicano Sardegna, 2018, ISBN 9788831918053
- Il poeta che amava le donne (e parlava coi muri), Pettirosso editore, 2019.  ISBN 9788898965243
- Dall'altra parte dell'orizzonte, a cura di Vito Davoli, Pellicano Cult / Amazon KDP 2022 ISBN 979-8370019920
- La via semplice, plaquette da una poesia, con una foto di Dino Ignani e un aforisma critico di Ugo Magnanti, FusibiliaLibri, Anzio, 2023. ISBN 9788898649938
- Delitto imperfetto, 50 poesie sulla poesia e sui poeti, a cura di Ugo Magnanti, Di Carlo editore, 2024 / ISBN ISBN 979-1281566736
- Beppe Costa, D'amore e d'altri bisogni, poesie e musica (con Matteo Cavicchini) e una nota di Mauro Macario, Pellicanolibri, 2024, ISBN 978-88-85881-81-5

## Premios
- Premio Ragusa, libro siciliano dell'anno, 1984
- Premio Akesineide, 1987
- Premio Alfonso Gatto, 1990
- Premio Città di Ascoli, 1992
- Premio internazionale di Poesia "Il Delfino d'Argento", Nettuno, 1992
- Premio Joppolo, 1997
- Premio Ciak per la poesia (Castel S. Angelo, Roma), 2008
- Premio Iceberg News per...parole... Teranova Festival (Villa Medici, Roma), 2008
- Premio alla Carrera a "La Befana del Poliziotto 2009" Teatro Orione (Roma)[7]
- Premio Internazionale Città di Ostia: alla Carriera,[8] Roma 2012.
- Premio alla Carrera a Nettuno PhotoFestival,[9] Nettuno 2014
- Premio Moniga 'Naim Araidi', Monigart, Moniga del Garda, 2017
- Premio Cultura ambiente umanità, Università popolare Anzio Nettuno, Fusibilia, 8 de marzo de 2019